# Björn Ivens
Björn Sven Ivens (* 9. Februar 1969) ist ein deutscher Wirtschaftswissenschaftler. Er ist ordentlicher Universitätsprofessor an der Otto-Friedrich-Universität Bamberg und hat dort den Lehrstuhl für Betriebswirtschaftslehre, insb. Vertrieb und Marketing, inne.
Seine hauptsächlichen Forschungsfelder sind Kundenmanagement (Customer-Relationship-Management (CRM), Key Account Management, Kundenbindung, Zufriedenheit), Marketingorganisation (Marketingprozesse, strukturelle Organisation des Marketing), Digitalisierung von Geschäftsprozessen (u. a. Wearables, Social Media), Preismanagement (Konsumentenverhalten in Preisentscheidungen, Preisstrategie), Brand Management und Markenmanagement (u. a. Brand Personality, Brand Trust, Employer Branding).
Wissenschaftliche Artikel von Björn Ivens erschienen u. a. in folgenden Journals:
Psychology & Marketing, Journal of Business Research, Industrial Marketing Management, European Journal of Marketing, Journal of Marketing Management, Journal of Business & Industrial Marketing, Marketing Theory, Journal of Relationship Marketing, Recherche et Applications en Marketing, Zeitschrift für Betriebswirtschaft und Marketing – Zeitschrift für Forschung und Praxis.
Björn Ivens ist Mitglied des Kompetenzzentrums Geschäftsmodelle in der digitalen Welt (Fraunhofer IIS und Univ. Bamberg) und Sprecher der Bamberger Graduiertenschule für Betriebswirtschaft (BaGSB). Er ist Mitglied im Editorial Review Boards der Zeitschriften Industrial Marketing Management und Review of Managerial Science und Gründungsmitglied der European Foundation for Key Account Management (EFKAM).
Daten:
2006 bis 2009 Professor für Marketing an der Universität Lausanne (u. a. Vize-Dekan und Direktor des EMBA-Programms);
2002 bis 2006 Habilitation an der Friedrich-Alexander-Universität Erlangen-Nürnberg;
1997 bis 2002 Promotion an der Friedrich-Alexander-Universität Erlangen-Nürnberg;
1993 bis 1996 Hauptstudium BWL an der Friedrich-Alexander-Universität Erlangen-Nürnberg;
1992 bis 1993 Certificat d’Etudes Politiques am Institut d’Etudes Politiques der Université Robert Schuman, Strasbourg, France;
1990 bis 1992 Grundstudium an der Friedrich-Alexander-Universität Erlangen-Nürnberg.
Visiting Professor oder Guest Lecturer u. a. an den Universitäten Genf und Lugano (Schweiz), an der WU Wien (Österreich), der EM Strasbourg, EM Lyon und ESC Clermont-Ferrand (Frankreich).